# Barelândia
O Grêmio Recreativo Escola de Samba Barelândia  - GRESB, e uma escola de samba da cidade de Manaus, no estado brasileiro do Amazonas. Sua sede provisória está localizada na Rua 21, número 689, Conjunto Castelo Branco - Parque Dez de Novembro.

## História
Foi fundada em 7 de setembro de 1981 por Antônio Soares de Oliveira, mas conhecido como Sr Maranhão, que tinha um Grupo Folclórico na Rua Boa Sorte chamado Garrote Luz de Guerra, com o surgimento do Conjunto Castelo Branco no bairro do Parque Dez, muitas pessoas da época foram agraciadas com as casa que aqui foram construídas pelo projeto habitacional, então juntamente com ele veio o Garrote e o Grupo de Batuqueiro, chamados de Batucada Baré.
Esse mesmo grupo já participava dos carnavais dos anos de 1970, com a sua vinda para o P10, o grupo evoluiu e passou para categoria de Escola de Samba, eis que então nasce a Barelândia, a Escola sempre levou para avenida temas irreverentes, tanto que no ano de 1984 com o enredo "A Zona ficou Franca", ganhou o Estandarte do Povo de melhor samba enredo, também saiu na Revista Veja em âmbito nacional como melhor sambara enredo do Brasil, nesse mesmo anos sagrou-se campeã do carnaval juntamente com mais três Escolas: Aparecida, Vitória Régia e Andanças de Ciganos. O Sr Maranhão durantes seus carnavais, ganhou o título de Cidadão do Samba.
A Agremiação exerceu suas atividades durantes os anos de 1981 à 1991, localizando os ensaios no estacionamento do antigo Casas do Óleo, mas teve suas atividades paradas durante 25 anos.
Foi então que um grupo de amigos e moradores da Comunidade, se reuniram para resgatar essa tradicional Escola de Samba, tirando do ócio os jovens desta comunidade, que se encontrava carente de uma Agremiação Carnavalesca foi então que no dia 28 de maio de 2017, realizaram uma festa de reapresentação da Escola de Samba para a comunidade, onde foi feita a Cerimônia de Abertura da Bandeira, oficializando o retorno das atividades.
Desde então procuramos ser claros com a comunidade, e sempre participativo, buscando apoio e ajuda de todos que queiram somar para esse sucesso.
No ano de 2018,a Escola ainda não conseguiu realizar seu Desfile, pois ainda não estava associado a nenhuma Liga do atual Carnaval de Manaus, porém a luta continua, e os novos membros da Comissão de Resgate, estão muito empenhados para que isso aconteça logo, e que em 2021 possamos estar na Avenida, mostrando a que veio em seu retorno.
Já em 2019, passado mais um Carnaval, a Escola não conseguiu desfilar na avenida do samba, devido as burocracias de documentação e associação a alguma Liga das Escolas, tendo então sua junção apenas a LISCESA, liga que visa a organização para poder entrar com suas representantes no Carnaval de Manaus. A atual Diretoria de Resgate, está a repensar e traçar metas para que essa realização esteja próxima, enquanto a Escola/Diretores se reorganiza e estuda se será viável esse Resgate por questões burocráticas.